# Gastrancistrus longiventris
Gastrancistrus longiventris is een vliesvleugelig insect uit de familie Pteromalidae. De wetenschappelijke naam is voor het eerst geldig gepubliceerd in 1994 door Dzhanokmen.